# Friedrich-Ebert-Straße 90 (Mönchengladbach)

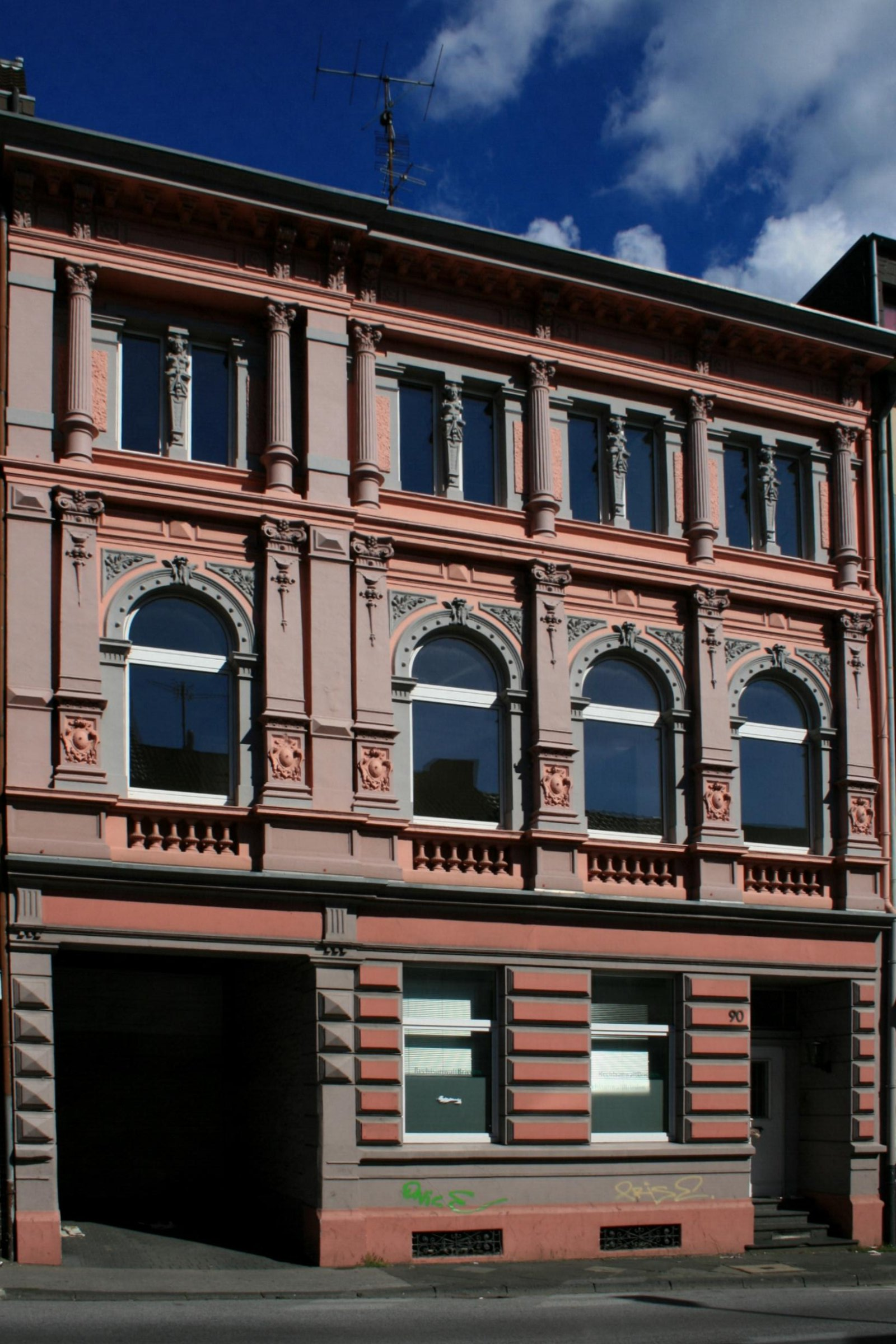
Wohngeschäftshaus (2010)

Das Wohngeschäftshaus Friedrich-Ebert-Straße 90 steht im Stadtteil Rheydt in Mönchengladbach (Nordrhein-Westfalen).
Das Gebäude wurde 1889–1890 erbaut. Es ist unter Nr. F 013 am 2. Juni 1987 in die Denkmalliste der Stadt Mönchengladbach eingetragen worden.

## Architektur
Das dreigeschossige Vierfensterhaus mit straßenseitiger Stuckfassade wurde 1889/1890 erbaut. Über ein breit ausladendes Gesims wird das Haus durch ein Satteldach überdeckt. Das Objekt ist ein charakteristisches, für den Stadtbezirk ortstypisches Wohnhaus.